# Poveri e semplici
Poveri e semplici è un romanzo di Anna Maria Ortese, pubblicato a Firenze nel 1967. Lo stesso anno l'opera vinse il Premio Strega.
Il libro è stato tradotto in francese.

## Trama
Il racconto è esposto in prima persona da Bettina.
A Milano, nel 1953, vivono in un appartamento in subaffitto quattro persone: Bettina, Andrea, Sonia e Augusta. Bettina ha 18 anni ed è sola al mondo, quindi ha eletto a propria famiglia il gruppo di cui fa parte. Sonia (di soli 16 anni) e Andrea (molto più adulto e già sposato) convivono maritalmente. Augusta è una cugina della mamma di Sonia. Tranne Augusta, nessuno ha un lavoro fisso: Bettina e Andrea scrivono e Sonia dipinge, e talvolta riesce a vendere le sue produzioni. Il gruppo ha moltissime difficoltà finanziarie, ma, avendo tutti aderito al comunismo, essi pensano di doversi dare vicendevole aiuto e spartire gioie e dolori.
Bettina ha scritto alcuni racconti che le sono stati pubblicati e deve scriverne altri per farne un libro. Anche Andrea riesce a pubblicare un suo libro ed entrambi sono presentati ai vari concorsi letterari di allora. Altre persone frequentano la casa: sono giornalisti e intellettuali di sinistra fautori del socialismo e promotori in arte del neorealismo. Ai concorsi il libro di Andrea cade immediatamente. Bettina invece entra nella finale del premio e ottiene il secondo posto. Compensata con un assegno da un milione di lire, si spoglia di quasi tutto il denaro per pagare i cronici debiti di tutti loro. Ma poco dopo i rapporti si incrinano e Bettina lascia la casa per un altro alloggio.
Il dissapore consiste in una sorta di rivalità d'amore. Sia Bettina che Sonia sono innamorate di un giornalista che frequenta la casa. Il suo nome, Gilberto Lamasa è divenuto un nomignolo: Jillià. Bettina, convinta di non essere lei la prescelta, ma Sonia, è disposta a sacrificare tutto per l'amica e crede di doversi togliere di mezzo. Lei sembra non conoscere l'egoismo e quindi sopporta solitudine e penuria nella casa-albergo dove ha deciso di vivere. A complicare le cose sta il fatto che Jillià deve andare spesso in trasferta, anche a Parigi e non si sa mai quando c'è. E poiché egli continua a frequentare Sonia e Andrea, quando chiede di Bettina (volendo capire se ha con lei delle possibilità), gli amici, basandosi su quel che sempre dice la ragazza, affermano che non voglia il matrimonio, né dei legami, perché deve scrivere.
Così passano quasi due anni. Bettina è riuscita ad avere numerose occasioni di guadagnare scrivendo. Quando arriva il Capodanno tutti decidono di riunirsi nella vecchia casa e di festeggiare. Ma all'ultimo momento Bettina si nasconde dietro a una tenda e poi si ritrova sola; fugge così nella sua casa-albergo. Ben presto, il telefono squilla e lei, pur tanto avvilita, risponde e sente Jillià: il giovanotto le chiede di pranzare insieme perché le deve parlare. Sempre più preoccupata, Bettina vorrebbe non incontrare l'uomo che ama, ma lui si assicura che lei non manchi all'appuntamento. Non è facile per nessuno dei due, però Jillià le dichiara il suo amore e la sua disperazione di essere accettato. L'emozione è tale che Bettina non riesce nemmeno a gioire, ma a sua volta dice di non amare che lui e di aver tanto sofferto da sola.
La sera, gli amici si ritrovano nuovamente, in quanto la festa della sera prima era stata rovinata dalla scomparsa di Bettina. Tutto il dolore, tutte le difficoltà sembrano allontanati, per quanto Bettina sia piuttosto pallida per gli strapazzi emotivi di quel giorno e Sonia non riesca a nascondere un attimo di pianto e rimpianto per Jillià. Da quel momento il tempo passerà nell'attesa della pace universale, dell'uguaglianza, degli ideali comuni. Bettina e Jillià continueranno ad amarsi, formando una coppia in cui ciascuno mantiene una porzione di autonomia per la propria arte.

## Edizioni
- A. M. Ortese, Poveri e semplici, ed. Vallecchi, Firenze 1967;
- A. M. Ortese, Poveri e semplici, introduzione di Alfonso Gatto, BUR, Milano 1974;
- A. M. Ortese, Poveri e semplici, in Romanzi, I, a cura di Monica Farnetti, Adelphi, Milano 2002;
- A. M. Ortese, Poveri e semplici, prefazione di Elisabetta Rasy, UTET, Torino 2006